# Очаків (крейсер)
«Очаків» — бронепалубний крейсер 1-го рангу Чорноморського флоту Російської імперії, команда якого в листопаді 1905 року взяла активну участь у Севастопольському повстанні в період першої російської революції 1905–1907 років.

## Історія

### Будівництво, випробовування
Крейсер будувався в Севастополі на Казенній верфі. Його урочисте закладення відбулося 15 серпня 1901 року о 14.00 в присутності Великого Князя Олексія Олександровича. Закладна срібна дощечка була покладена в гніздо, вирубане в стальному листі настилики всередині судна праворуч вертикального кіля. З однієї сторони вона мала гравіювання зовнішнього обрису корабля в рамці із ланцюгів і з якорями в кутах. Нижче йшов напис:
| «Закладка проведена в присутності Його Імператорської Величності Великого Князя Генерал-Адмірала Олександра Олександровича». |
З іншої сторони таблички вказані імена присутніх при закладці крейсера осіб.
Проте насправді момент фактичної закладки корабля відбувся 27 лютого 1901 року, коли був вкладений на кіленблоки перший лист його обшивки. Будівельником був призначений корабельний інженер Янковський Микола Іванович. Механізми і котли виготовлювали на заводі «Сормово» в Нижньому Новгороді. При проєктуванні закладалися дані:
- водотоннажність — 6 675 тонн;
- розрахункова швидкість — 23 вузла;
- повний запас вугілля — 1 100 тонн, на 5 000 миль ходу про 10 вузловому ході;
- команда повинна складатися з 30 офіцерів і 580 нижніх чинів.

В день закладки крейсера до місця його збірки було доставлено близько 22 000 пудів сталі.
Випробування розпочалися восени 1905 року, проте вже 13 листопада через обурення команди, за розпорядженням начальства офіцери та мастерові Сормовського заводу покинули крейсер.

### Повстання
Екіпаж корабля, який мав постійне спілкування з заводськими робітниками, був найреволюційнішим на флоті. 8 листопада матроси крейсера висунули вимогу поліпшення умов служби та заміни реакційно налаштованого командира крейсера, на цю вимогу командування відповіло категоричною відмовою.
У ніч на 13 листопада на крейсер прибули депутати Ради від флотської дивізії, які закликали моряків приєднатися до повстання. Дотримуючись їх призову, матроси під керівництвом більшовиків О. І. Гладкова і М. Г. Антоненка захопили «Очаків» у свої руки. Офіцери та кондуктори, які намагалися роззброїти корабель, були вигнані на берег. Командиром був обраний кондуктор С. П. Частник, що був в близьких відносинах з членами військової організації РСДРП.

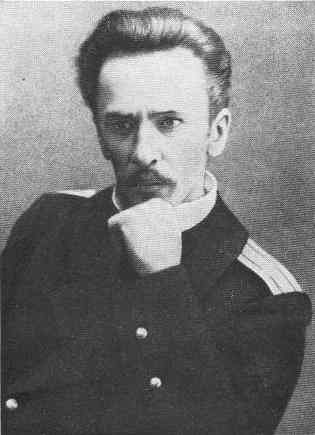
лейтенант Шмідт

Наступного дня делегація моряків крейсера запросила командувати флотом і кораблем члена Севастопольської Ради лейтенанта П. П. Шмідта. Повсталі підняли на «Очакові» червоний прапор, закликаючи матросів інших кораблів наслідувати їхній приклад, і в ніч на 15 листопада до них приєдналися екіпажі ескадреного броненосця «Пантелеймон», мінного крейсера «Гридень», есмінців «Завидний», «Зоркий», міноносця «Свирєпий», канонерського човна «Уралець», мінного транспорту «Буг», навчальних суден «Прут», «Дністер» і декількох номерних міноносців.
Проте керівництво флоту і міста зробили відповідні заходи. У день повстання на «Очакові» Севастополь був оголошений на воєнному стані, до нього з інших міст стягувалися вірні царського режиму війська. З більшості кораблів ще напередодні повстання були зняті і здані в арсенал ударники від гармат, арештовано або списано в берегові екіпажі революційно налаштованих матросів, інші під загрозою зброї були загнані у внутрішні приміщення.
Піднявши вранці 15 листопада на щоглі «Очакова» сигнал «Командувач флотом», П. П. Шмідт в той же час не виявив необхідної рішучості і чекав виступу екіпажів усіх кораблів ескадри.
Вірні присязі сили після полудня перейшли до рішучих дій. О 15 годині 15 хвилин канонерський човен «Терец» потопив катер з повстанцями, що перевозив на «Пантелеймон» ударники від гармат. Потрапивший під обстріл мінний транспорт «Буг», на борту якого знаходилася велика кількість боєзапасу, щоб уникнути вибуху був затоплений командою.
Після жорстокої сутички з революційними кораблями вогонь  був перенесений на «Очаків». На крейсері виникла пожежа. Бачучи нерівність сил і марність подальшої боротьби, матроси беззбройного корабля стали уплав добиратися до берега, але там їх чекали козаки та жандарми. Повстання було жорстоко придушене. Крейсер горів протягом двох діб.
П. П. Шмідт, М. Г. Антоненко, О. І. Гладков і С. П. Частник в березні 1906 року були розстріляні на острові Березані. Кілька десятків матросів було засуджено військово-морським трибуналом до різних термінів каторжних робіт і тюремного ув'язнення, а сам бунтівний крейсер в березні 1907 року був перейменований на «Кагул».
Докладніше дивіться Севастопольське повстання (1905).

### Подальша доля
У період першої світової війни крейсер брав участь в набігових операціях на комунікації та узбережжя противника, ніс розвідувальну і блокадну служби біля берегів Туреччини, забезпечував і прикривав набігові і мінно-загороджувальні дії інших сил флоту. Ескортував і здійснював протичовнову оборону бригад лінійних кораблів. З 5 лютого по 18 квітня 1916 року брав участь в Трапезундській наступальній операції.
Пройшов капітальний ремонт корпусу і механізмів з 8 жовтня 1916 року в Севастопольському військовому порту з переозброєнням.
29 грудня 1917 увійшов до складу Червоного Чорноморського флоту, але 1 травня 1918 року був захоплений німцями і 2 травня 1918 року включений до складу ВМС Німеччини на Чорному морі. 24 листопада 1918 року захоплений англо-французькими військами і переданий білогвардійцям, які перейменували його в «Генерал Корнілов». 3 травня 1919 року зарахований до складу морських сил Півдня Росії.
14 листопада 1920 захоплений врангелівцями при евакуації з Севастополя до Стамбулу і потім в Бізерту, де був 29 грудня 1920 року інтернований французькою владою. 29 жовтня 1924 року визнаний Францією власністю СРСР, але через складну міжнародну обстановку повернутий не був, в кінці 1920-х років проданий «Рудметалторгом» французькій приватній фірмі на злам і в 1933 році розібраний в Бресті (Франція) на метал.

## Пам'ять

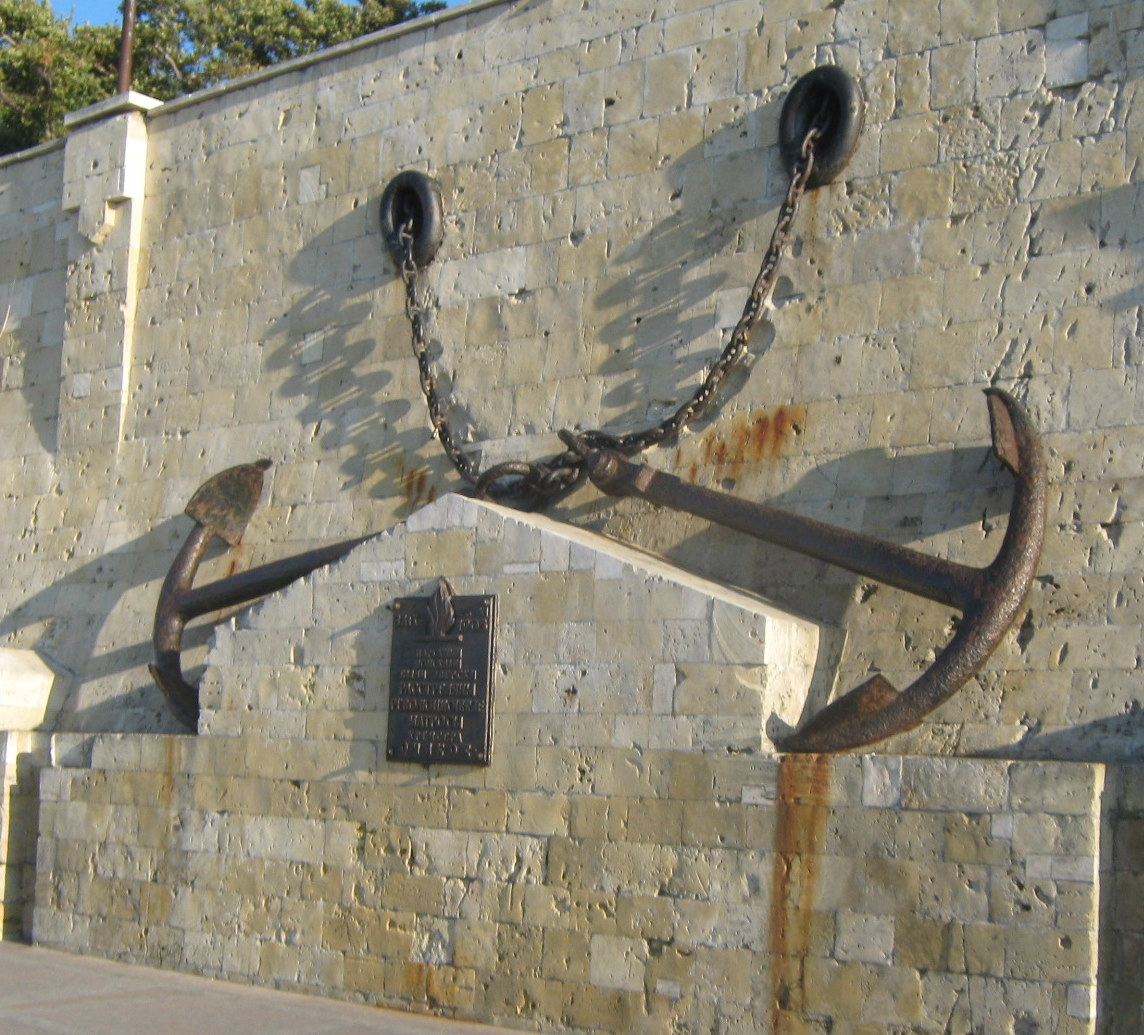
місце розстрілу очаківців

В Севастополі на підпірній стіні гранітної набережної Приморського бульвару в 1955 році встановили меморіальну дошку з написом російською мовою:
| Тут 28.XI.1905 царськими військами були по-звірячому розстріляні революційні матроси крейсера «Очакова». |
Пізніше вона була замінена на чавунну плиту, фланкірувану морськими якорями.
На кладовищі Комунарів П. П. Шмідту і його бойовим товаришам і соратникам в 1935 році був споруджений пам'ятник.
Одна з вулиць Севастополя носить ім'я Очаківців на будинку № 2 якої встановлено анотаційну дошку.
В 1972 році в СРСР була випущена поштова марка з зображенням крейсера.